# Mykyta Barabanow
Mykyta Serhijowytsch Barabanow (ukrainisch Микита Сергійович Барабанов; englisch Mykyta Barabanov; * 26. Mai 2001) ist ein ukrainischer Sprinter, der sich auf den 400-Meter-Lauf spezialisiert hat.

## Sportliche Laufbahn
Erste internationale Erfahrungen sammelte Mykyta Barabanow im Jahr 2019, als er bei den U20-Europameisterschaften in Borås mit 47,92 s in der ersten Runde über 400 m ausschied und in 3:10,75 min den sechsten Platz mit der ukrainischen 4-mal-400-Meter-Staffel belegte. 2021 startete er bei den Halleneuropameisterschaften in Toruń und scheiterte dort mit 47,51 s im Vorlauf. Auch bei den U23-Europameisterschaften in Tallinn Anfang Juli kam er mit 47,58 s nicht über die Vorrunde hinaus und verpasste dort auch mit der Staffel mit 3:07,87 min den Finaleinzug. Anschließend nahm er in der Mixed-Staffel an den Olympischen Spielen in Tokio teil und schied dort mit 3:14,21 min im Vorlauf aus. 2022 siegte er in 3:05,96 min mit der 4-mal-400-Meter-Staffel bei den Balkan-Meisterschaften in Craiova und anschließend verpasste er bei den Europameisterschaften in München mit 3:04,15 min den Finaleinzug. Im Jahr darauf wurde er bei der 2. Liga der Team-Europameisterschaft im Rahmen der Europaspiele in Chorzów in 3:15,13 min Dritter in der Mixed-Staffel, ehe er bei den U23-Europameisterschaften in Espoo mit 47,15 s im Vorlauf über 400 Meter ausschied. Im Juli siegte er in 3:06,43 min mit der Männerstaffel bei den Balkan-Meisterschaften in Kraljevo. 2025 wurde er bei der 1. Liga der Team-Europameisterschaft in Madrid in 3:16,18 min Vierter im B-Lauf in der Mixed-Staffel, ehe er bei den Balkan-Meisterschaften in Volos mit der Männerstaffel in 3:07,00 min die Goldmedaille gewann. 
In den Jahren 2023 und 2025 wurde Barabanow ukrainischer Meister in der 4-mal-100-Meter-Staffel.

## Persönliche Bestzeiten
- 400 Meter: 46,43 s, 7. Juni 2025 in Luzk
  - 400 Meter (Halle): 47,43 s, 10. Februar 2021 in Sumy